# Nagy Zsuzsa (atléta)
Nagy Zsuzsa (Pécs, 1940. január 16. –) Európa-bajnok középtávfutó, 1966-ban az év női magyar sportolója.

## Pályafutása
1956-ban kezdett el futni, mikor élete első mezei futóversenyét meg is nyerte. Egy évvel később, 1957-ben már háromszoros ifjúsági bajnok volt, 400 és 800 méteren sem talált legyőzőre. Az érettségi után 1958-ban Budapestre költözött, hogy a BEAC színeiben versenyezzen. A BEAC-ban megismerkedett Szabó Ambrussal, akivel 1960-ban összeházasodtak, egy évre rá pedig megszületett első gyermekük. 
1964-ben országos bajnok lett 400 méteren, valamint a tokiói olimpián negyedik helyezést ért el 800 méteren. Ezután az Egyesült Államokba kapott meghívót egy versenyre, így ő lehetett az első magyar futónő, aki a tengerentúlon fedett pályán versenyezhetett. Los Angelesben 1965. február 13-án 2 perc 10,5 másodperccel világcsúcsot ért el 880 yardon. 1966-ban Albuquerqueben 2 perc 8,6 másodpercre javította saját világcsúcsát, majd a fedettpályás Európa-bajnokságok elődjének számító I. fedettpályás Európa Játékokon is sikert aratott, 800 méteren 2 perc 7,9 másodperccel győzött.
Az 1966-os budapesti Európa-bajnokság az utolsó nagy versenye, ahol 800 méteren 2 perc 3,1 másodperccel új országos csúccsal végzett a második helyen, s teljesítménye elismeréseként 1966-ban az év sportolónőjévé választották.